# Museu Arqueològic de l'asclepeion d'Epidaure
El Museu Arqueològic de l'asclepeion d'Epidaure és un museu de Grècia situat al jaciment arqueològic d'Epidaure, a la regió d'Argòlida.
L'edifici del museu es va construir entre 1898 i 1900, tot i que no començà a funcionar fins a 1909. És un dels museus més antics de Grècia. L'exposició fou dissenyada per l'arqueòleg Panagiotis Kavvadias.

## Col·leccions
El museu conté una col·lecció d'objectes procedents sobretot de l'asclepeion d'Epidaure, excavat entre 1881 i 1928. Entre els objectes exposats figuren antics instruments mèdics, llums d'oli sagrats, ofrenes, escultures, relleus, inscripcions, elements arquitectònics i també còpies d'algunes estàtues els originals de les quals són ara al Museu Arqueològic Nacional d'Atenes.
Entre les escultures destacades hi ha una estàtua d'Higiea del segle IV ae, i estàtues d'altres divinitats com Asclepi i Afrodita, d'època romana. Són també importants algunes inscripcions. Una n'és del segle IV ae, en què s'assignen els treballs de construcció del santuari i les corresponents despeses. Entre els elements arquitectònics destaquen les rosasses d'un tolos, així com seccions del temple d'Asclepi, del d'Àrtemis i dels propileus.